# Krešo Rakić
Krešo Rakić (Metković, 27. listopada 1919. — Rakov Potok, prosinac 1941.) bio je sudionik Narodnooslobodilačke borbe i narodni heroj Jugoslavije.

## Biografija
Rođen je 1919. godine u Metkoviću. Osnovnu školu i dva razreda gimnazije završio je u rodnom gradu, nakon čega se 1932. godine njegova obitelj preselila u Zagreb, gdje je završio treći i četvrti razred gimnazije. Godine 1936. upisao je Srednju tehničku školu (građevinski smjer), koju je zbog bolesti završio tek u proljeće 1941. godine. Godine 1936. bio je primljen za člana Saveza komunističke omladine Jugoslavije. Bio je osnivač kulturno-umjetničkog društva „Tehničar“. Tada je postao i član Komunističke partije Jugoslavije.
Poslije ulaska njemačkog okupatora u Zagreb i proglašenja Nezavisne Države Hrvatske 1941., Krešo je već krajem svibnja bio jedan od organizatora demonstracija srednjoškolaca protiv ustaške nacionalističke politike. Bio je i jedan od pokretača i organizatora raspačavanja letaka po školama i pisanja antifašističkih parola po Zagrebu. Ubrzo je postao rukovoditelj udarne grupe te organizator i izvršitelj nekoliko diverzantskih akcija po Zagrebu. Sredinom srpnja sudjelovao je u organiziranju bijega grupe interniraca iz logora Kerestinec. Istog mjeseca on i njegova grupa zapalili su stadion u Maksimiru, čiji je materijal bio predviđen za izgradnju logora. Početkom kolovoza sudjelovao je u akciji kod Botaničkog vrta, kada je udarna grupa bombama napala 28 ustaša. U rujnu je bio jedan od napadača na njemački autobus s vojnicima u Zvonimirovoj ulici. Pored planiranja i izvođenja diverzantskih akcija, radio je i na upućivanju novih boraca iz Zagreba u partizane.
Prilikom jednog sastanka 22. studenog 1941. na uglu Kvaternikova trga i Heinzelove ulice, bio je uhićen s još četvoricom drugova i odveden u policijsku postaju. Nakon ulaska u policijsku zgradu izvukao je bombu iz džepa i pokušao je aktivirati, ali su ga policajci oborili na pod i spriječili. Poslije toga je sljedećih dana bio izložen brutalnom mučenju i batinanju, ali ništa nije priznao. Početkom prosinca zajedno sa sedamnaestoricom drugova bio je odveden na stratište kod Rakova Potoka u blizini Zagreba, gdje su svi strijeljani.
Ukazom Prezidija Narodne skupštine Federativne Narodne Republike Jugoslavije, 23. srpnja 1952. godine proglašen je narodnim herojem.
Za vrijeme bivše države osnovna škola i kulturno umjetničko društvo iz zagrebačkog kvarta Trnsko nosili su njegovo ime, a u rodnom Metkoviću postojala je Ulica Kreše Rakića i njegova bista u gradskom parku.